# Liste der Landschaftsschutzgebiete in der Stadt Bayreuth
In Bayreuth gibt es neun Landschaftsschutzgebiete. (Stand: November 2018)

## Hinweise zu den Angaben in der Tabelle
- Gebietsname: Amtliche Bezeichnung des Schutzgebietes
- Bild/Commons: Bild und Link zu weiteren Bildern aus dem Schutzgebiet
- LSG-ID: Amtliche Nummer des Schutzgebietes
- WDPA-ID: Link zum Eintrag des Schutzgebietes in der World Database on Protected Areas
- Wikidata: Link zum Wikidata-Eintrag des Schutzgebietes
- Ausweisung: Datum der Ausweisung als Schutzgebiet
- Gemeinde(n): Gemeinden, auf denen sich das Schutzgebiet befindet
- Lage: Geografischer Standort
- Fläche: Gesamtfläche des Schutzgebietes in Hektar
- Flächenanteil: Anteilige Flächen des Schutzgebietes in Landkreisen/Gemeinden, Angabe in % der Gesamtfläche
- Bemerkung: Besonderheiten und Anmerkungen

Bis auf die Spalte Lage sind alle Spalten sortierbar.
| Gebietsname | Bild/Commons   | LSG-ID       | WDPA-ID | Wikidata  | Ausweisung | Gemeinde(n) | Lage     | Fläche ha | Flächenanteil                                                               | Bemerkung |
| --- | -------------- | ------------ | ------- | --------- | ---------- | ----------- | -------- | --------- | --------------------------------------------------------------------------- | --------- |
| LSG Oberes Rotmaintal | weitere Bilder | LSG-00532.01 | 396065  | Q59637554 | 2000       |             | Position | 1326,96   | Bayreuth (49,9 %), Landkreis Bayreuth (50,0 %)                              |           |
| LSG Schloßpark Fantaisie im Gebiet der Stadt Bayreuth und des Landkreises Bayreuth                                            | weitere Bilder | LSG-00317.01 | 395804  | Q59637550 | 1980       |             | Position | 117,89    | Bayreuth (6,1 %), Landkreis Bayreuth (93,9 %)                               |           |
| LSG Steinachtal mit Oschenberg                                                                                                | weitere Bilder | LSG-00504.01 | 396015  | Q59637552 | 1996       |             | Position | 2264,94   | Bayreuth (16,5 %), Landkreis Bayreuth (83,5 %)                              |           |
| LSG Talau der Pensenwiesen im Gebiet der Stadt Bayreuth                                                                       |                | LSG-00437.01 | 395945  | Q59637859 | 1989       |             | Position | 113,83    | Bayreuth (99,7 %)                                                           |           |
| LSG Talau des Mistelbaches im Gebiet der Stadt Bayreuth                                                                       |                | LSG-00438.01 | 395946  | Q59637862 | 1989       |             | Position | 51,36     | Bayreuth (99,9 %)                                                           |           |
| LSG Talau des Sendelbaches und des Tappert im Gebiet der Stadt Bayreuth                                                       |                | LSG-00410.01 | 395918  | Q59637858 | 1988       |             | Position | 103,95    | Bayreuth (99,5 %)                                                           |           |
| LSG Unteres Rotmaintal im Gebiet der Landkreise Bayreuth und Kulmbach sowie der Stadt Bayreuth                                |                | LSG-00416.01 | 395924  | Q59635624 | 1988       |             | Position | 1133,76   | Bayreuth (7,6 %), Landkreis Bayreuth (20,0 %), Landkreis Kulmbach (72,3 %)  |           |
| Schutz von Landschaftsräumen im Gebiet der Stadt Bayreuth und der Landkreise Bayreuth und Kulmbach (Hohe Warte / Maintalhang) |                | LSG-00554.01 | 396105  | Q59635631 | 2001       |             | Position | 1548,56   | Bayreuth (18,1 %), Landkreis Bayreuth (59,3 %), Landkreis Kulmbach (22,6 %) |           |
| Schutz von Landschaftsräumen im Gebiet der Stadt Bayreuth und des Landkreises Bayreuth (Roter Hügel/Oberpreuschwitz)          |                | LSG-00272.01 | 395750  | Q59637857 | 1975       |             | Position | 135,46    | Bayreuth (100 %)                                                            |           |